# Lasiopales pachychaeta
Lasiopales pachychaeta là một loài ruồi trong họ Tachinidae.